# North (filme)
North é um filme de aventura, comédia dramática e fantasia estadunidense de 1994, dirigido por Rob Reiner e estrelado por um elenco incluindo Elijah Wood, Jon Lovitz, Jason Alexander, Alan Arkin, Dan Aykroyd, Kathy Bates, Faith Ford, Graham Greene, Julia Louis-Dreyfus, Reba McEntire, John Ritter, Abe Vigoda e (em vários papéis) Bruce Willis.
A história é baseada no romance North: The Tale of a 9-Year-Old Boy Who Becomes a Free Agent and Travels the World in Search of the Perfect Parents  de Alan Zweibel, que escreveu o roteiro e tem um pequeno papel no filme. Ele também é o filme de estréia de Scarlett Johansson.
Apesar de um elenco de estrelas e diretor Reiner no comando, North foi um fracasso comercial e de crítica, e foi odiado tão completamente por críticos Gene Siskel e Roger Ebert que ambos nomearam como o pior filme de 1994. Ele é frequentemente considerado como um dos piores filmes já feitos.[carece de fontes?]
Foi filmado no Havaí, Alasca, Califórnia, Dakota do Sul, Nova Jérsei e Nova York.
O filme recebeu seis indicações ao Framboesa de Ouro, nas categorias de pior filme, pior ator (Bruce Willis), pior diretor, pior roteiro, pior ator coadjuvante (Dan Aykroyd) e pior atriz coadjuvante (Kathy Bates).

## Sinopse
Um menino chamado North está ouvindo seus pais discutindo sobre seus problemas na mesa de jantar. North tem um ataque de pânico, e começa a perder a consciência. Como ele faz, o narrador explica que NorTH está tendo dificuldades com os seus pais, colocando um amortecedor sobre o que é de outra maneira uma vida bem sucedida; North é um jovem prodígio de 11 anos que é admirado por muitos, mas constantemente ignorado por seus próprios pais.
Um dia, ao encontrar consolo em um display de sala de estar em um shopping, ele é visitado por um homem em um terno de coelho rosa que diz ser o coelhinho da Páscoa, para quem North explica seus problemas. Ele percebe que seus pais não são capazes de ver o seu talento enquanto todos os outros pais em seu bairro pode. O coelhinho da Páscoa sugere que North faça as pazes com seus pais. North, então, diz ao amigo Winchell, que trabalha no jornal da escola, sobre seu plano para um eventual divórcio por emancipação de menor de de seus pais. No entanto, ele decide dar a seus pais uma última chance, dando-lhes um telefonema. Quando ele não é atendido, North decide oficialmente a separar-se de seus pais, contratando o advogado Arthur Belt para fazê-lo.
Quando o anúncio de seu divórcio é feito, seus pais ficam chocados ao ponto onde eles são prestados em coma. Sem oposição dos pais de North, o Juiz Buckle dá a North um verão para sair e encontrar seus novos pais ou ele vai ser colocado em um orfanato.
Primeira parada de North é o Texas, onde ele tenta passar algum tempo com o seu primeiro conjunto de novos pais. North percebe que eles estão tentando engordar-lo, eles revelam que eles querem que ele seja mais parecido com o seu primeiro filho, Buck, que morreu em um tumulto. A gota d'água é quando seus novos pais encenar um número musical sobre as coisas horríveis que eles vão fazer com ele. Mais tarde, ele é visitado por um vaqueiro chamado Gabby, que o convence a procurar seus novos pais em outro lugar.
Sua próxima parada é o Havaí, onde ele encontra o governador Ho e Sra. Ho, que também querem adotá-lo devido a Sra. Ho ser infértil. No entanto, o governador Ho logo revela um novo outdoor que apresenta Norte de uma maneira embaraçosa que será instalado ao longo de todas as estradas principais no continente, ele espera que as pessoas tornassem mais inclinados a se estabelecer no Havaí sabendo que North vive lá. Humilhado, Northe tem uma conversa com um turista empunhando um detector de metais e, posteriormente, muda-se para o Alasca.
Lá, ele se instala em uma vila Inuit com um pai e uma mãe, que enviam o seu avô idoso para o mar em um bloco de gelo para que ele possa morrer com dignidade. Enquanto isso, os verdadeiros pais d North, ainda em coma, são colocados em exposição em um museu. Graças ao sucesso de North, todas as crianças do mundo estão ameaçando deixar seus pais e contratação de Arthur Belt como seu advogado, que impulsiona Belt e Winchell a ser as pessoas mais ricas e poderosas do mundo.
North se prepara para morar com um conjunto de pais Amish, mas é rapidamente desencorajado pela falta de eletricidade (junto com o grande tamanho da sua nova família) e os deixa com pressa. Depois de ir para a África, China e Paris, ele finalmente se instala com uma família aparentemente agradável, os Nelsons, que ele trata como seus próprios. No entanto, apesar desta vida quase perfeita, North ainda não está feliz e vai embora. Com o prazo de verão se aproximando, North desiste de procurar por novos pais e foge para a cidade de Nova York.
Como Winchell se intera da aparição de North em Nova York. Com o apoio de Belt, Winchell contrata um matador e planeja assassinar North e passar como um mártir. North percebe o assassino contratado para matá-lo quando ele descobre (através de uma fita de vídeo que lhe foi dada por um amigo) que seus pais não só saiu de suas comas, como eles imploram que seu filho venha a perdoá-los e voltar para casa.
Ele encontra um comediante chamado Joey Fingers, que convence North que "um pássaro na mão é sempre mais verde do que a grama sob arbustos do outro indivíduo". Ele conduz North para um aeroporto para que ele possa se reunir com seus pais. No entanto, as crianças, que se aproveitaram do caso de North, até este ponto, não estão dispostos a deixar North se reunir com seus pais e persegui-lo. Ele é salvo por um motorista de caminhão da FedEx, que se vê como um anjo da guarda.
A medida que corre para casa para seus pais antes do verão terminar, North está finalmente sendo perseguido por um assassino como ele corre para os braços de seus pais. Assim como ele está prestes a ser baleado, Norte desperta no shopping, agora vazia, revelando que suas aventuras tinham sido tudo um sonho. North é levado de volta para casa pelo imitador de coelhinho da Páscoa, e é recebido por um caloroso abraço de seus pais. No caminho para casa, North descobre uma moeda de prata com um buraco no meio no bolso - exatamente o mesmo que ele recebeu em seu sonho.

## Elenco
- Elijah Wood como North
- Jon Lovitz como Arthur Belt
- Jason Alexander como Pai de North
- Alan Arkin como Juiz Buckle
- Dan Aykroyd como Pa Tex
- Kathy Bates como Alaskan mother
- Faith Ford como Donna Nelson
- Graham Greene como Pai do Alasca
- Julia Louis-Dreyfus como Mãe de North
- Reba McEntire como Ma Tex
- John Ritter como Guarda Nelson
- Abe Vigoda como Avô do Alasca
- Bruce Willis como Narrador - Coelhinho da Páscoa, Cowboy (Gabby), Turista, motorista do trenó, Joey Fingers, motorista de caminhão da FedEx
- Mathew McCurley como Winchell
- Scarlett Johansson como Laura Nelson
- Jesse Ziegler como Bud Nelson
- Keone Young como Governador Ho
- Lauren Tom como Sra. Ho
- Ben Stein como Curador do Museu
- James F. Dean como Pai Smith
- Glenn Walker Harris, Jr. como Jeffrey Smith
- Taylor Fry como Zoe
- Alana Austin como Hannah
- Jussie Smollett como Adam
- Robert Costanzo como Al
- Rosalind Chao como Mãe chinesa
- Alan Rachins como Advogado de defesa
- Richard Belzer como Camelô
- Marc Shaiman como Pianista
- Alan Zweibel como Técnico

Alexander Godunov e Kelly McGillis interpretam os pais Amish, uma brincadeira com o filme A Testemunha, em que também interpretavam personagens Amish. Os membros da família Nelson são nomeados em homenagem aos classicos seriados familiares de TV.

## Recepção
North recebeu críticas quase inteiramente negativas, muitas vezes chamado de um dos piores filmes de todos os tempos, e fracassou nas bilheterias, ganhando $7,182,747 para um orçamento de $40 milhões. North sofreu severamente da competição durante o verão de 1994, com The Lion King, Forrest Gump, Pulp Fiction, True Lies, Speed, The Mask, The Flintstones, e Clear and Present Danger. Além disso, ele foi muito criticado por muitos críticos de suas piadas sem graça, conteúdo adulto, insensibilidade racial, estereótipos étnicos, personagens de coração frio e trama incompreensível.
North era um candidato múltiplo na 15ª Prêmios Framboesa de Ouro em seis categorias, incluindo Pior Filme e Pior Diretor para Rob Reiner para. Ele detém actualmente uma classificação de 15% no Rotten Tomatoes com base em 33 comentários.

### Revisão de Siskel & Ebert
O crítico de cinema Roger Ebert parecia especialmente perplexo com North, observando que Wood e, especialmente, Reiner tinham ambos feitos anteriormente muito melhores filmes. Ele sugeriu que o filme foi tão mal escrito que mesmo o melhor ator infantil ficaria ruim nele, e considerava-a como "uma espécie de lapso" por parte de Reiner. Ebert concedido North uma classificação raro de zero estrelas, e até mesmo 19 anos mais tarde, ele se manteve em sua lista de filmes mais odiados. Sua revisão concluiu com a afirmação de agora famoso:
"Eu odiei esse filme. Odiava, odiava, odiava, odiava, odiava esse filme. Odiado. Odiava cada momento afetado público-insultante vago estúpido dele. Odiava a sensibilidade que pensei que alguém iria gostar. Odiava o insulto implícita para o público por sua convicção de que ninguém iria se divertir com ele."
Comediante Richard Belzer incitou Reiner em ler em voz alta alguns do comentários no roast de Reiner; Reiner, brincando, insistiu em que "se você ler entre as linhas, [a revisão] não é realmente tão ruim assim." Uma versão resumida da observação citada acima tornou-se o título de um livro de 2000 por Ebert, I Hated, Hated, Hated This Movie, uma compilação de comentários de filmes mais detestados por Ebert.
Ebert e seu co-anfitrião em Siskel and Ebert, Gene Siskel, tanto pronunciavam como o pior filme do ano de 1994, uma decisão que cada um veio de forma independente. Em sua revisão original, Ebert chamou de "um dos filmes mais bem odiosos nos últimos anos". Mais tarde, ele acrescentou: "Eu odiava esse filme tanto quanto qualquer filme que nós [ele e Siskel] já revisamos durante os 19 anos que temos vindo a fazer este show. Eu odiava por causa da premissa, que parece chocantemente frio, e porque esta premissa está sendo sugerido para crianças como entretenimento para crianças, porque todo mundo neste filme era vulgar e estúpido, e porque as piadas não eram engraçadas e porque a maioria dos personagens eram detestável e por causa da tentativa falsa de adicionar um pouco de pseudo-filosofia com o personagem de Bruce Willis." Siskel chamou de "deplorável", "junco de primeira classe", "lixo" e "cataclismicamente sem graça" , bem como dizendo que o fazia sentir-se "impuro", enquanto ele estava assistindo. Futuro co-anfitrião de Ebert em Ebert and Roeper, Richard Roeper, mais tarde viria à colocar North na lista como um dos 40 piores filmes que ele já viu, dizendo que , "De todos os filmes nesta lista, North pode ser a mais difícil de assistir do início ao fim. Tentei duas vezes e não consegui. Faça-se um favor e não se incomodem mesmo. A vida é muito curta".

### Prêmios e indicações
| Prêmio            | Categoria              | Assunto          | Resultado |
| ----------------- | ---------------------- | ---------------- | --------- |
| Framboesa de Ouro | Pior Ator              | Bruce Willis     | Indicado  |
| Framboesa de Ouro | Pior Ator Coadjuvante  | Dan Aykroyd      | Indicado  |
| Framboesa de Ouro | Pior Atriz Coadjuvante | Kathy Bates      | Indicado  |
| Framboesa de Ouro | Pior Roteiro           | Andrew Scheinman | Indicado  |
| Framboesa de Ouro | Pior Roteiro           | Alan Zweibel     | Indicado  |
| Framboesa de Ouro | Pior Filme             | Alan Zweibel     | Indicado  |
| Framboesa de Ouro | Pior Filme             | Rob Reiner       | Indicado  |
| Framboesa de Ouro | Pior Diretor           | Rob Reiner       | Indicado  |